# Cangurito
Cangurito fue una serie de historietas desarrollada por Karpa a partir de 1956 para la revista "Pumby" de la Editorial Valenciana. De género animalístico, la serie presenta un bosque idílico, apenas perturbado por la presencia del pérfido Bocazas.

## Valoración
En opinión del investigador Juan Antonio Ramírez, Cangurito presenta un diseño superior al de la célebre Jaimito, gracias a su cuidada ambientación.